# エリック・リデル
エリック・リデル (英語: Eric Henry Liddell, 1902年1月16日 - 1945年2月21日）は、イギリスの陸上競技選手である。1924年パリオリンピックに出場し、男子400mで金メダルを獲得した。その後彼はプロテスタントの宣教師として中国に渡る。彼の活躍は映画『炎のランナー』に描写された。

## 経歴
リデルはスコットランドの宣教師の息子として中国の天津で誕生した。1908年、彼は学校に通うため母国であるスコットランドに戻ることとなる。リデルと兄は、中国にいた両親とは1年のうち2、3回程度、ほんの数週間しか会えなかった。
1920年にリデルはエディンバラ大学に進学した。ここで彼の陸上選手としての才能が大きく開花し成長する。彼は陸上だけでなく、ラグビーの選手としても活躍し、スコットランドの代表として7つの国際大会に出場する。
リデルは1924年パリオリンピックの陸上競技の短距離の英国代表に選出された。しかし彼は敬虔なクリスチャンであったため、日曜日に行われる予定の100mへの出場を拒否する。競技予定は大会の数ヶ月前から明らかになっていたため、オリンピックまで400mの練習を行った。400mは以前から得意であったが、それでも彼の金メダルはまったく予想されていなかった。
しかし予想に反し、リデルはアメリカのホレーショ・フィッチ（Horatio Fitch）らを下し金メダルを獲得した。しかも47.6秒の記録は世界新記録であった。数日前には200mにも出場し銅メダルを獲得しており、2つ目のメダルであった。
1925年に大学を卒業した後、両親と同じ宣教師として中国の天津に渡る。1932年に聖職者に命じられる。1934年にカナダ人の宣教師と結婚する。
1931年に満州事変が勃発。中国は外国人にとって極めて危険な場所となる。1941年には英国より中国から退避するよう勧告がなされる。リデルは妻と3人の娘をカナダに帰国させ、本人だけ中国に残ることとした。1943年にリデルは日本軍によって抑留される。1945年山東省の濰坊の収容所で脳腫瘍のためこの世を去った。